# Justine Triet
Pour les articles homonymes, voir Triet.
Justine Triet, née le 17 juillet 1978 à Fécamp (Seine-Maritime), est une réalisatrice, scénariste et actrice française.
Issue d'une nouvelle génération de réalisatrices reconnues, parmi lesquelles Sofia Coppola, Maïwenn, Rebecca Zlotowski, Alice Winocour ou encore Greta Gerwig, Justine Triet commence sa carrière en réalisant plusieurs documentaires, puis le court métrage Vilaine Fille, mauvais garçon, primé à la Berlinale 2012. Deux ans plus tard, son premier long métrage La Bataille de Solférino, présenté à l'ACID lors du Festival de Cannes 2013, connaît un important succès critique qui l'impose dans le paysage cinématographique francophone et lui vaut une nomination au César du meilleur premier film. Cette reconnaissance se poursuit avec la comédie Victoria, lancée à la Semaine de la critique à Cannes, qui lui vaut deux nouvelles nominations aux César, puis avec Sibyl en 2019.
Quatre ans plus tard, elle connaît un succès mondial grâce à son film Anatomie d'une chute, qui remporte la Palme d'or au Festival de Cannes 2023. Elle devient ainsi la troisième femme de l'histoire du festival à recevoir cette récompense, et la première réalisatrice française nommée à l'Oscar de la meilleure réalisation. Le film est également distingué par six César, deux Goldens Globes, un Lumière, trois Prix du cinéma européen, un Goya, ainsi que l'Oscar du meilleur scénario original en 2024.

## Biographie

### Enfance et formation
Née le 17 juillet 1978 à Fécamp, en Seine-Maritime, d'où sa famille paternelle est originaire, Justine Triet grandit à Paris. Son père est souvent absent, et sa mère travaille et élève trois enfants, dont deux qui ne sont pas les siens,.
Elle est diplômée de l'École nationale supérieure des beaux-arts de Paris, où elle avait initialement passé le concours dans l'intention de devenir peintre. Après deux années d'études, elle se consacre à la vidéo et au montage. Elle s'oriente plus tard vers le cinéma, se jugeant alors trop âgée pour présenter le concours de La Fémis.

### Carrière

#### Cinéaste documentaire (2007-2012)
Après ses études, elle réalise une série de documentaires dont :
- En 2007, Sur place est en grande partie filmé pendant le mouvement social contre le projet de contrat première embauche (CPE), qui se déroule au début de l'année 2006. Le film est complété par un montage qui prend du recul pour réfléchir à la théâtralisation du réel, et propose une interrogation sur la place de l'individu dans le groupe[3].
- En 2008, Solférino est tourné au siège du Parti socialiste à Paris, rue de Solférino, pendant les deux soirées électorales de l'élection présidentielle de 2007, opposant principalement Ségolène Royal à Nicolas Sarkozy. Le film analyse le déroulement de ces journées et recueille des anecdotes sur leurs à-côtés tumultueux[6]. Elle reviendra sur ces lieux cinq ans plus tard pour tourner son premier long métrage.
- En 2010, Des ombres dans la maison est tourné en banlieue de São Paulo, au Brésil, dans un centre social géré par une Église évangélique. Le documentaire suit un personnage dont la mère souffre d’alcoolisme[7]. Il s’agit de sa première collaboration avec Emmanuel Chaumet, qui produira son premier long métrage, La Bataille de Solférino, ainsi que des films d'Antonin Peretjatko, Sophie Letourneur ou Benoît Forgeard.

#### Premiers longs métrages et reconnaissance critique (2012-2016)

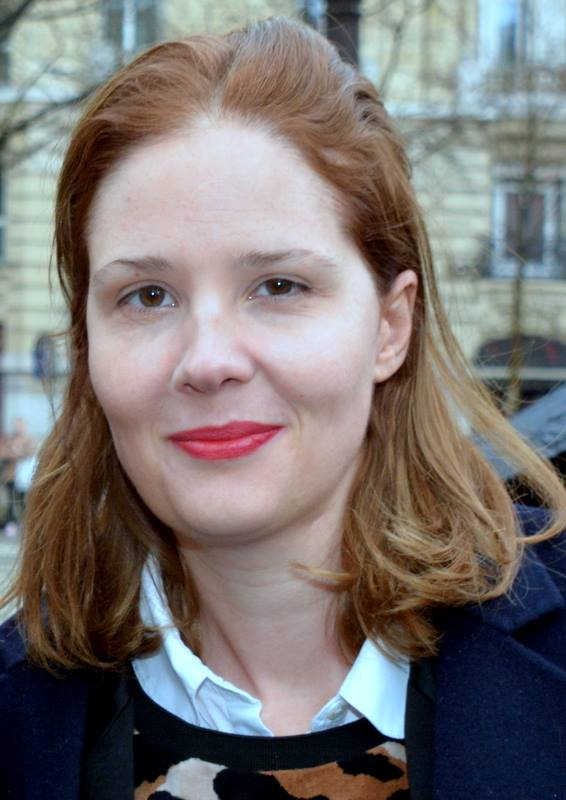
Justine Triet au déjeuner des nommés des César en 2017.

Lors de la Berlinale 2012, Justine Triet reçoit le prix EFA du meilleur film européen, décerné par un jury présidé par le réalisateur britannique Mike Leigh pour son court métrage intitulé Vilaine Fille, mauvais garçon. Le film met en scène la rencontre et la relation d’un peintre sans le sou et d’une comédienne, confrontés à divers bouleversements,. Il met notamment en vedette Thomas Lévy-Lasne, Laetitia Dosch et Serge Riaboukine. Le court métrage reçoit également le Grand prix au festival Premiers Plans d'Angers 2012 ainsi qu’au festival du film de Belfort - Entrevues,.
Son premier long métrage, La Bataille de Solférino, est remarqué par la critique, bien qu'il ne rencontre pas de succès commercial. L'intrigue se déroule le 6 mai 2012, jour du second tour de l'élection présidentielle française. L'héroïne, une journaliste incarnée par Laëtitia Dosch, travaille pour la chaîne d'information en continu I-Télé et couvre l'évènement rue de Solférino, devant le siège du Parti socialiste, qui gagne l'élection en direct. Le film, tourné principalement sur les lieux réels, explore l'impact d'un rassemblement de masse sur l'individu en pleine crise personnelle. Il est décrit comme montrant « à quel point un rassemblement peut être oppressant et même violent, surtout quand l'individu noyé dans la masse est en plein drame personnel ».
Le film comporte un petit rôle interprété par le compagnon de la réalisatrice, lui-même cinéaste, dans le rôle d'un homme appelé à l'aide par le père des enfants pour rester dans l'appartement. Le film connaît une diffusion en salles limitée, totalisant 30 951 entrées.
Avec Antonin Peretjatko, Guillaume Brac, Sébastien Betbeder, Djinn Carrenard ou Vincent Macaigne, Justine Triet fait partie d'une génération de jeunes cinéastes français mise en avant par Stéphane Delorme dans les Cahiers du cinéma en avril 2013. Elle est révélée au festival de Cannes 2013,,, où elle présente pour la première fois dans la programmation de l'Association du cinéma indépendant pour sa diffusion (ACID).
Victoria constitue son premier succès en salles, avec 700 000 entrées en 2016. Le film met en scène une jeune avocate amenée à défendre un ami soupçonné d'avoir blessé sa compagne d'un coup de couteau. Débordée par son travail, elle engage un ancien dealer récemment sorti d'affaire comme homme au pair pour s'occuper de ses deux filles. Parallèlement, elle découvre que son ex-compagnon a publié en ligne un récit librement inspiré de leur histoire commune, l'accablant de tous les maux.
Victoria fait l'ouverture de la 55e Semaine de la critique au festival de Cannes 2016. Il est nommé à cinq reprises aux Césars 2017, notamment dans la catégorie du César du meilleur film. Vincent Lacoste, pour le rôle de Sam, et Melvil Poupaud, pour le rôle de Vincent, sont tous deux nommés pour le Meilleur acteur dans un second rôle. 

#### Confirmation en tant qu’autrice-réalisatrice (2019-2023)
Au Festival de Cannes 2019, Sibyl est sélectionné en compétition officielle. Le scénario du film est coécrit par Justine Triet et son compagnon Arthur Harari. L'actrice allemande Sandra Hüller y interprète Mikaela « Mika » Sanders, une réalisatrice.
Le film suit le parcours de Sibyl, une psychothérapeute incarnée par Virginie Efira, qui décide de revenir à sa première passion : l’écriture. Elle trouve une source d'inspiration dans sa nouvelle patiente, une jeune actrice instable. En s'impliquant de plus en plus dans la vie tumultueuse de cette dernière, Sibyl est confrontée à ses propres souvenirs douloureux. Le film met également en scène sa sœur, dont les reproches accentuent sa fragilité psychologique.
Sibyl est présenté par certains médias comme une « révélation du Festival de Cannes » et salué pour avoir su « montrer enfin les femmes dans toute leur complexité » à travers « le portrait d'une femme complexe et multidimensionnelle », qui est « à la fois sûre d'elle et pas du tout ». Il est perçu comme poursuivant un axe récurrent dans l'œuvre de la cinéaste : « les héroïnes de Justine Triet semblent toujours porter le monde à bout de bras », une caractéristique déjà observée dans ses précédents films.
Il s'agit de son premier film tourné en décor naturel, sur l'île volcanique italienne de Stromboli. Le choix du lieu fait écho au film Stromboli de Roberto Rossellini (1950), considéré comme un classique du néoréalisme italien, et avec pour « idée de se servir de ce décor pour faire exploser tout le film ».

#### Récompenses majeures et renommée internationale (depuis 2023)

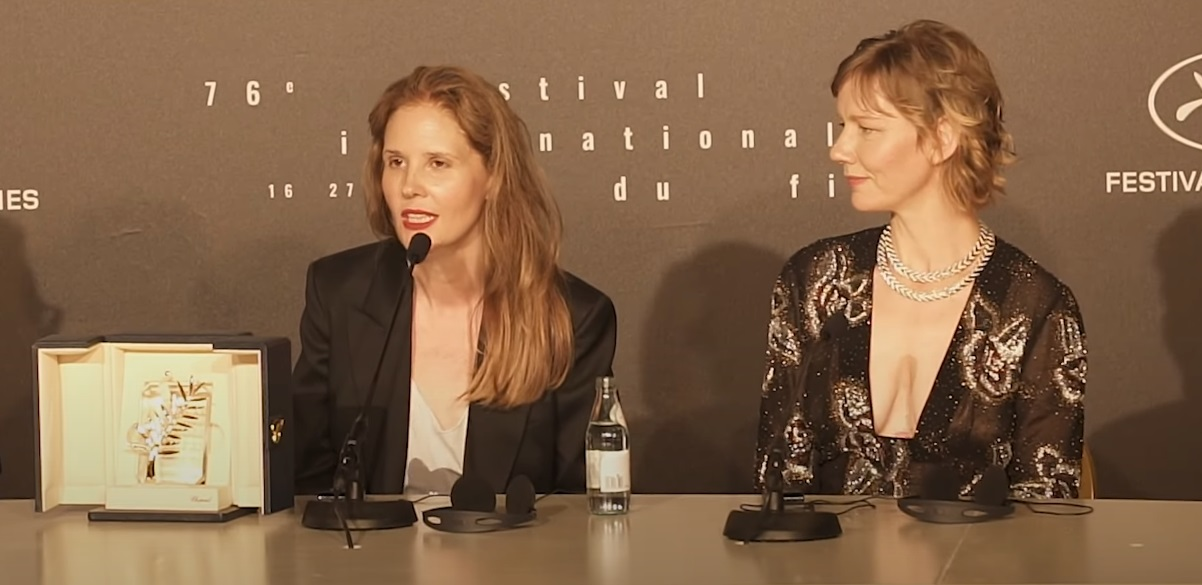
Justine Triet recevant la Palme d'or au Festival de Cannes 2023.

En 2023, Justine Triet devient la troisième femme et la deuxième française à recevoir la Palme d'or au Festival de Cannes, après la néo-zélandaise Jane Campion pour La Leçon de piano en 1993 et la française Julia Ducournau pour Titane en 2021,.
Son film Anatomie d'une chute est une « dissection chirurgicale d’une relation de couple » autour du procès d'une écrivaine accusée d'avoir tué son mari, retrouvé mort après une chute depuis le grenier de leur chalet situé dans un village de la vallée de la Maurienne, en Savoie. Le film, coécrit avec Arthur Harari, met en scène l'actrice allemande Sandra Hüller dans le rôle principal, aux côtés de Swann Arlaud, Antoine Reinartz et Samuel Theis.
La réalisatrice confie être « devenue incollable sur le juge des libertés, grâce à l'aide d'un ami avocat et cinéphile », quand la trame, inspiré de faits divers, est dévoilée dans une enquête du Monde. Le quotidien souligne « une atmosphère à double fond, vénéneuse », lors de la première projection du film à Cannes le 19 mai. Le film arrive alors en tête du classement des critiques publié par Screen International, à égalité avec May December de Todd Haynes.
En raison du règlement du festival, qui interdit de cumuler plusieurs prix pour un même film, Sandra Hüller, n'obtient pas le prix d'interprétation féminine, bien que plusieurs critiques l'aient envisagé.
Lors de la remise de la Palme d’or, Justine Triet dédie son prix aux « jeunes réalisatrices et réalisateurs » et appelle à leur « donner une place dans ce monde » et à défendre le système de financement public du cinéma, qu'elle juge essentiel.
Cette Palme d'or est saluée dans la presse internationale comme la troisième décernée à une femme en 76 éditions du Festival. Plusieurs titres, dont le Los Angeles Times, relèvent que la proportion de réalisatrices est plus élevée en France que dans de nombreux autres pays, notamment les États-Unis. Le magazine Variety souligne qu’un tiers des films en compétition cette année-là ont été réalisés par des femmes.

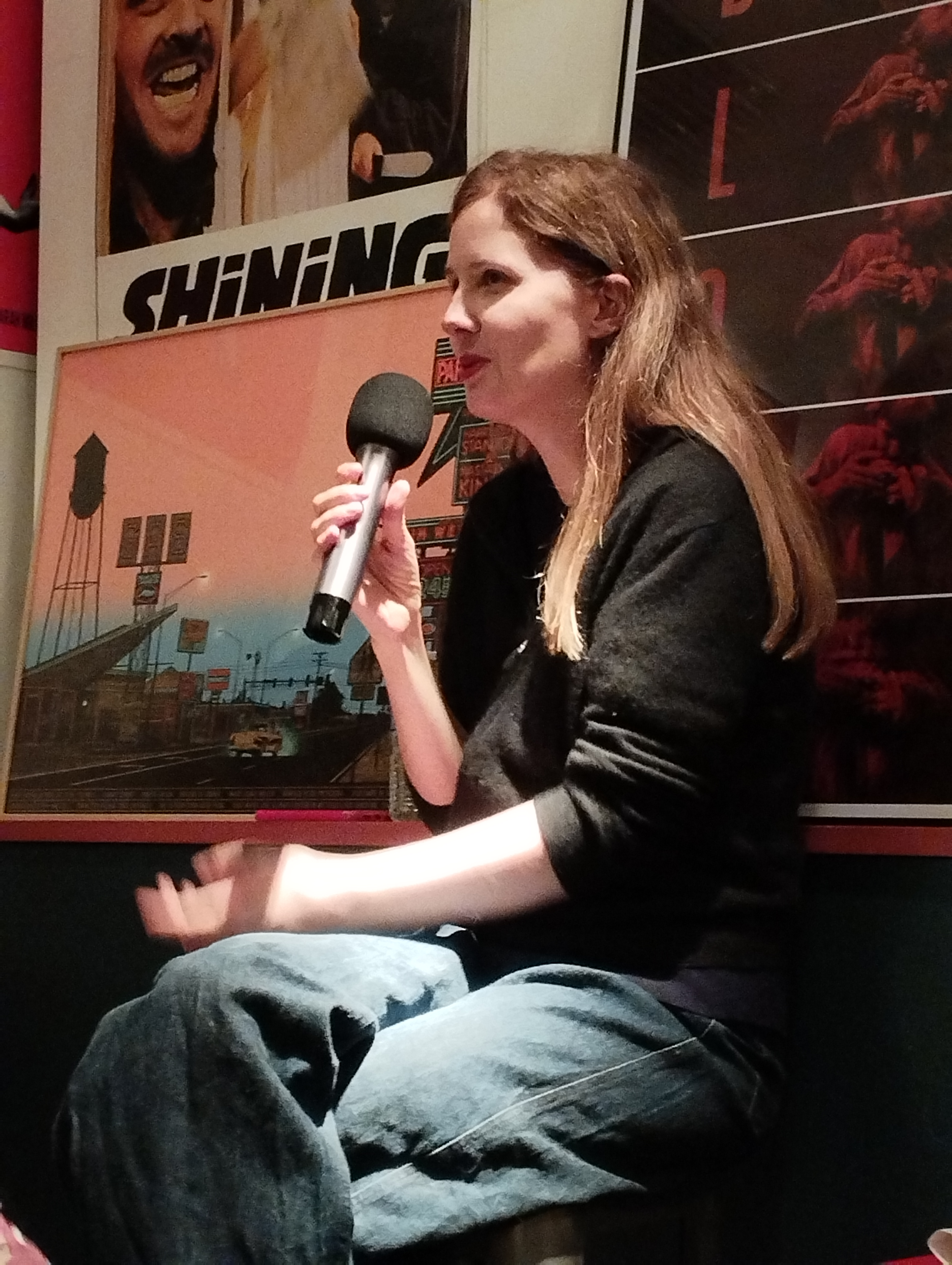
Justine Triet lors d’une rencontre-dédicace à la boutique Potemkine, à Paris, en décembre 2023.

En janvier 2024, Justine Triet reçoit aux États-Unis, lors de la cérémonie des Goldens Globes, le prix du meilleur scénario et celui du meilleur film dramatique pour Anatomie d'une chute.
Le film devient, fin novembre 2023, le plus grand succès commercial du cinéma français sur le marché nord-américain pour l'année en cours. Il devient également le dixième long métrage français à concourir pour l’Oscar du meilleur film, après La Grande Illusion de Jean Renoir, Z de Costa-Gavras, Tess de Roman Polanski, Atlantic City de Louis Malle, Le Pianiste de Roman Polanski, The Artist de Michel Hazanavicius, Amour de Michael Haneke, The Father de Florian Zeller et Coda de Sian Heder,.

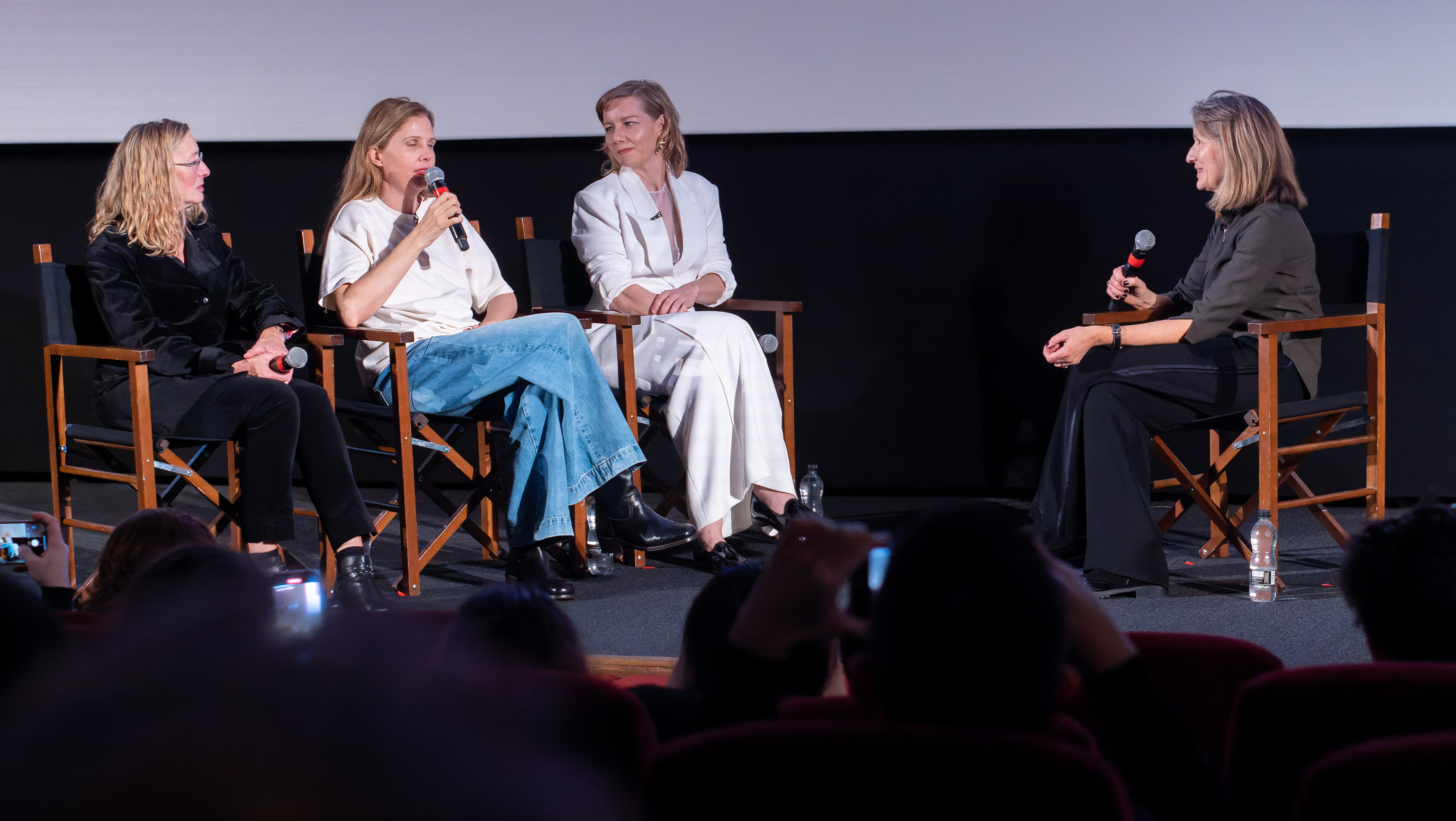
Justine Triet et Sandra Hüller lors d'une séance de questions-réponses pour Anatomie d'une chute à Londres, en novembre 2023.

Lors de la 96e cérémonie des Oscars, Justine Triet reçoit l'Oscar du meilleur scénario original. 
En mars 2024, elle fonde sa société de production, JT Films.

## Vie privée
Justine Triet vit à Paris avec son compagnon, le réalisateur et scénariste français Arthur Harari, qu'elle a rencontré au Brive Festival en 2007, et leurs deux filles.

## Influence
Justine Triet revendique notamment l'influence de John Cassavetes, en particulier de son film Opening Night, ainsi que celle de James L. Brooks et de son long métrage Tendres Passions, drame récompensé par cinq Oscars, dont celui du meilleur film, avec Shirley MacLaine et Jack Nicholson,.
Elle cite également Richard Fleischer (Compulsion, The Boston Strangler) pour leur mélange de maîtrise formelle et de spontanéité documentaire.
Triet mentionne aussi des œuvres procédurales comme Kramer vs. Kramer et Anatomy of a Murder, ainsi que le film Gone Girl de David Fincher.
Elle évoque enfin Marriage Story (Noah Baumbach) pour son approche du jeu d'acteurs et de la psychologie des personnages.
En recevant la Palme d'or en 2023, près de quinze ans après ses débuts, elle déclare qu'il était alors « encore possible de se tromper et de recommencer ».

## Polémique

### 2023: Discours de remerciement pour sa Palme d'or
Lors de son discours de remerciement à Cannes, Justine Triet dédie sa Palme d'or aux jeunes réalisateurs, ajoutant un propos engagé sur l'état de la culture en France,. Elle défend le système d'aides publiques au cinéma, mis en place après 1946 et renforcé dans les années 1980,,,, en s'inquiétant de la « marchandisation de la culture que le gouvernement néolibéral défend ». Elle affirme que cette orientation « est en train de casser cette exception culturelle française, […] sans laquelle je ne serais pas là aujourd'hui devant vous. » Ce discours fait allusion au rapport Calvez-Magne et à la politique de Dominique Boutonnat, président du CNC,.
Elle apporte également son soutien au mouvement social contre la réforme des retraites en France de 2023, qu’elle considère comme ayant été « nié et réprimé de façon choquante ».
Dans la même soirée, la ministre de la Culture Rima Abdul Malak réagit sur Twitter en se disant « estomaquée », soulignant que le film a été financé par des aides publiques. Le lendemain, elle qualifie à nouveau le discours d'« ingrat et injuste », avec selon elle un « fond idéologique d'extrême gauche ».
Alors que le président Emmanuel Macron avait « promptement félicité Julia Ducournau en 2021 », son silence plusieurs jours après la remise Palme d’or à Justine Triet suscite un « certain malaise »,,. Elle reçoit cependant le soutien de la Société des réalisatrices et réalisateurs de films et les félicitations de la Société civile des auteurs, réalisateurs et producteurs.
Maxime Saada, président du groupe Canal+, exprime ses inquiétudes concernant la place accordée aux plateformes de vidéos en ligne, qui, selon lui, consacrent la « quasi-totalité de leurs 20 % d’obligations au financement de séries télévisées et au détriment du cinéma ». Il critique la ministre pour leur avoir permis cette orientation et regrette qu'« aucune n'a souhaité signer un accord avec les organisations du cinéma français, à l’exception notable de Netflix. »
Invitée de l'émission Quotidien sur TMC, Rima Abdul Malak indique ne pas avoir évoqué ce discours avec Emmanuel Macron. Face à ce silence, des députés LFI comme Sarah Legrain dénoncent un manque de reconnaissance politique.
Le compte Instagram de Justine Triet est ensuite visé par « des dizaines de commentaires à la violence défiltrée » à la suite d'éditoriaux,, eux-mêmes dénoncés, certains jugés agressifs par des critiques de cinéma qui prennent sa défense,. Ils rappellent notamment le principe de réserve attendu des représentants de l'État lors des cérémonies récompensant les artistes.
Les propos de la réalisatrice sont également soutenus par Aurélie Filipetti, ancienne ministre de la Culture et par des élus de gauche, qui dénoncent un chantage implicite aux aides publiques qu'ils synthétisent en « prends le fric et tais-toi ». L’écrivain Nicolas Mathieu (prix Goncourt 2018) réagit en déclarant : « La main qui nourrit les artistes n’est pas la vôtre. C’est celle de la communauté nationale ».
Pierre Lescure, ancien président du Festival de Cannes (2014-2022), rappelle que les aides sont décidées par des commissions indépendantes et cite les discours engagés de Bertrand Tavernier en 1997 ou Ken Loach en 2016,, également tenus lors de cérémonies officielles.
Enfin, la CGT remet à Justine Triet la « Palme Rouge 2023 » pour son discours engagé prononcé lors du festival.

## Filmographie

### Réalisatrice

#### Courts métrages
- 2007 : Sur place
- 2011 : Vilaine Fille, mauvais garçon

#### Documentaires
- 2008 : Solférino
- 2010 : Des ombres dans la maison

#### Longs métrages
- 2013 : La Bataille de Solférino
- 2016 : Victoria
- 2019 : Sibyl
- 2023 : Anatomie d'une chute

### Scénariste

#### Courts métrages
- 2011 : Vilaine Fille, mauvais garçon

#### Longs métrages
- 2013 : La Bataille de Solférino
- 2016 : Victoria
- 2019 : Sibyl
- 2023 : Anatomie d'une chute

### Actrice
- 2007 : Chroniques de 2005 de Virgil Vernier

## Distinctions

### Récompenses
- Berlinale 2012 : prix EFA du meilleur film européen pour le court-métrage Vilaine Fille, mauvais garçon
- Festival Premiers Plans d'Angers 2012 : grand prix pour Vilaine Fille, mauvais garçon
- Festival du film de Belfort 2012 : grand prix du court métrage et prix du public du court métrage pour Vilaine Fille, mauvais garçon
- Festival de Séville 2019 : prix Asecan pour Sibyl
- Festival de Cannes 2023 : Palme d'or pour Anatomie d'une chute
- Festival du film de Sydney 2023 : prix du public GIO du meilleur long métrage narratif international pour Anatomie d'une chute[65]
- Brussels International Film Festival 2023 : prix du public de la Compétition Internationale pour Anatomie d'une chute[66]
- Gotham Independent Film Awards 2023 : meilleur film et meilleur scénario pour Anatomie d'une chute
- New York Film Critics Circle 2023 : meilleur film en langue étrangère pour Anatomie d'une chute
- British Independent Film Awards 2023 : meilleur film international pour Anatomie d'une chute
- National Board of Review Awards 2023 : meilleur film international pour Anatomie d'une chute
- Prix du cinéma européen 2023 : meilleur film, meilleure réalisation, meilleur scénariste pour Anatomie d'une chute
- BAFTA 2024 : meilleur scénario (avec Arthur Harari) pour Anatomie d'une chute
- Golden Globes 2024 : meilleur scénario (avec Arthur Harari) et meilleur film en langue étrangère pour Anatomie d'une chute[67]
- Critics Choice Awards 2024 : meilleur film étranger pour Anatomie d'une chute
- Lumières 2024 : meilleur scénario (avec Arthur Harari) pour Anatomie d'une chute
- César 2024 : meilleure réalisation, meilleur scénario original (avec Arthur Harari) et meilleur film pour Anatomie d'une chute
- Oscars 2024 : meilleur scénario original (avec Arthur Harari) pour Anatomie d'une chute

### Nominations
- Prix du cinéma européen 2012 : meilleur court métrage pour Vilaine Fille, mauvais garçon
- César 2014 : meilleur premier film pour La Bataille de Solférino
- César 2017 : meilleur film et du meilleur scénario original pour Victoria
- Prix Louis-Delluc 2023 : meilleur film pour Anatomie d'une chute[68]
- BAFTA 2024 : meilleure réalisation, meilleur film étranger pour Anatomie d'une chute
- Goya 2024 : meilleur film étranger pour Anatomie d'une chute
- Lumières 2024 : meilleure mise en scène pour Anatomie d'une chute
- Oscars 2024 : meilleure réalisation pour Anatomie d'une chute

### Sélections
- Festival de Cannes 2013 : Sélection ACID pour La Bataille de Solférino
- Festival de Cannes 2016 : Semaine de la critique, film d'ouverture pour Victoria
- Festival de Cannes 2019 : Sélection officielle, en compétition pour Sibyl
- Festival de Cannes 2023 : Sélection officielle, en compétition pour Anatomie d'une chute